# The Lonesome Crowded West
Albums de Modest Mouse
This Is a Long Drive for Someone with Nothing to Think About
(1996) The Moon & Antarctica
(2000)
The Lonesome Crowded West est le deuxième album du groupe américain Modest Mouse, paru le 18 novembre 1997 chez Up Records.
L'album reçoit des critiques très positives, allant même jusqu'à apparaître sur certains classements des meilleurs albums des années 90. Il fait également partie des rares albums à obtenir la note maximale de 10/10 sur Pitchfork.

## Liste des morceaux
Toutes les chansons sont écrites et composées par Modest Mouse.
| No  | Titre                                         | Durée |
| --- | --------------------------------------------- | ----- |
| 1.  | Teeth Like God's Shoeshine                    | 6:53  |
| 2.  | Heart Cooks Brain                             | 4:03  |
| 3.  | Convenient Parking                            | 4:08  |
| 4.  | Lounge (Closing Time)                         | 7:03  |
| 5.  | Jesus Christ Was an Only Child                | 2:36  |
| 6.  | Doin' the Cockroach                           | 4:18  |
| 7.  | Cowboy Dan                                    | 6:14  |
| 8.  | Trailer Trash                                 | 5:49  |
| 9.  | Out of Gas                                    | 2:31  |
| 10. | Long Distance Drunk                           | 3:42  |
| 11. | Shit Luck                                     | 2:22  |
| 12. | Truckers Atlas                                | 10:57 |
| 13. | Polar Opposites                               | 3:29  |
| 14. | Bankrupt on Selling                           | 2:53  |
| 15. | Styrofoam Boots/It's All Nice on Ice, Alright | 6:53  |

## Membres
- Isaac Brock – chant, guitare
- Eric Judy – guitare basse
- Jeremiah Green – batterie